# Tänd på
Tänd på är en låt och singel med det svenska rockbandet Kent. Låten "Tänd på" släpptes första gången i april 2012 på bandets 10:e album Jag är inte rädd för mörkret. 3 oktober 2012 släpptes den även som singel tillsammans med b-sidan "Ett år utan sommar". Singeln finns som digital nedladdning och i limiterad utgåva på CD-maxi och Vinylskiva. 3 oktober 2012 släpptes även en musikvideo till låten "Tänd på" på YouTube. Videon består av bilder från bandets konsert vid Sjöhistoriska museet i Stockholm sommaren 2012. 
B-sidan "Ett år utan sommar" fanns tillgänglig att lyssna på via musiktjänsten Soundcloud redan i mars 2012, alltså innan albumet "Jag är inte rädd för mörkret" släpptes. 

## Låtlista
1. "Tänd på" – 4:44
2. "Ett år utan sommar" – 3:15